# A flor de pell
A flor de pell fou una telenovel·la de 180 capitols emesa per Canal 9 el 1996 coproduïda entre la cadena valenciana i la productora Drimtim (de la mateixa manera que "Herència de sang").
La trama de la sèrie gira al voltant de dues famílies relacionades amb el món del calcer: els Sáez Carratalà i els Altamira Lledó, ambdues d'Elx. Els Sáez Carratalà són propietaris d'una important fàbrica de calçat ubicada al camp d'Elx mentre que els Altamira Lledó posseeixen una cadena de sabateries. La trama comença amb el matrimoni entre Laura Sáez i Ramon Altamira, que uneix les dues famílies però que aviat desllorigarà un munt de traïcions econòmiques i sentimentals. La lluita pel poder i la necessitat de conservar la unió familiar són els temes centrals de la trama. L'acció transcorre entre Elx i Alacant, tot i que també a València.
Alguns dels actors que hi participaren són Queta Claver (en el paper d'Adela), Juli Mira (Rafael), Nacho Fresneda (Ricardo), Teresa Lozano (Isabel), Mariola Reche (Laura), Raül Julve (Abel), Eva Maria Bau (Aurora), Pepa Miralles (Cristina), Álvaro Báguena (Luis), Albert Forner (Joan), Alícia Escurriola (Bàrbara), Neus Agulló (Suni), Vicent Villanueva (Pasqual), Josep Manuel Cassany (Ramon) o Miquel Àngel Romo (Hèctor).
La direcció fou de Daniel Ventura, i el guió, de Rodolf Sirera.